# WWE 일리미네이션 체임버

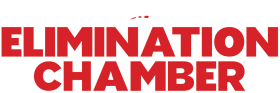

## 일리미네이션 체임버 개최한 곳
| 날짜            | 개최한 곳        | 경기장                  | 관중수      | 메인 이벤트 |
| --------------- | ---------------- | ----------------------- | ----------- | --- |
| 2010년 2월 21일 | 세인트루이스     | 스콧트레이드 센터       | 17,000      | 언더테이커 vs. 크리스 제리코 vs. 존 모리슨 vs. CM 펑크 vs. 알 트루스 vs. 레이 미스테리오 (월드 헤비웨이트 챔피언십, 일리미네이션 체임버 매치)                                                              |
| 2011년 2월 20일 | 오클랜드         | 오라클 아레나           | 11,500      | 존 시나 vs. 랜디 오턴 vs. 알 트루스 vs.존 모리슨 vs. CM 펑크 vs. 셰이머스 (WWE 챔피언십 도전자 결정전 (레슬마니아 27에서 타이틀전 치름), 일리미네이션 체임버 매치)                                         |
| 2012년 2월 19일 | 밀워키           | 브래들리 센터           | 15,306      | 존 시나 vs. 케인 (앰뷸런스 매치) |
| 2013년 2월 17일 | 뉴올리언스       | 뉴올리언스 아레나       | 13,000      | 더락 vs. CM 펑크 (WWE 챔피언십) |
| 2014년 2월 23일 | 미니애폴리스     | 타깃 센터               | 14,101      | 랜디 오턴 vs. 존 시나 vs. 셰이머스 vs. 대니얼 브라이언 vs. 세자로 vs. 크리스천 (WWE 챔피언십, 일리미네이션 체임버 매치)                                                                                    |
| 2015년 5월 31일 | 코퍼스크리스티   | 아메리칸 뱅크 센터      | 7,000       | 세스 롤린스 vs. 딘 앰브로스 (WWE 챔피언십) |
| 2017년 2월 12일 | 피닉스           | 토킹 스틱 리조트 아레나 | 14,367      | 존 시나 vs. AJ 스타일스 vs. 딘 앰브로스 vs. 더 미즈 vs. 브레이 와이엇 vs. 배런 코빈 (WWE 챔피언쉽 6인 일리미네이션 체임버 매치, 승자는 레슬매니아 33에서 랜디 오턴과 WWE 챔피언십 방어전을 치른다.)        |
| 2018년 2월 25일 | 패러다이스       | T-모바일 아레나         | 15,126      | 로만 레인즈 vs. 존 시나 vs. 세스 롤린스 vs. 핀 베일러 vs. 더 미즈 vs. 브라운 스트로우먼 vs. 엘리아스 (WWE 유니버셜 챔피언십 도전자 결정전 (레슬마니아 34에서 타이틀전 치름), 7인 일리미네이션 체임버 매치) |
| 2019년 2월 17일 | 휴스턴           | 도요타 센터             |             | 대니얼 브라이언 vs. 랜디 오턴 vs. AJ 스타일스 vs. 제프 하디 vs. 사모아 조 vs. 코피 킹스턴 (WWE 챔피언십, 일리미네이션 체임버 매치)                                                                         |
| 2020년 3월 8일  | 필라델피아       | 웰스 파고 센터          | 14,853      | 나탈리아 vs. 리브 모건 vs. 셰이나 배즐러 vs. 아스카 vs. 루비 라이엇 vs. 사라 로건 (WWE 러 위민스 챔피언십 도전자 결정전 (레슬마니아 36에서 타이틀전 치름), 일리미네이션 체임버 매치)                       |
| 2021년 2월 21일 | 세인트피터즈버그 | 트로피카나 필드         | 무관중 경기 | 드루 매킨타이어 vs. 더 미즈 (WWE 챔피언십) |
| 2022년 2월 19일 | 지다             | 지다 슈퍼 돔            | 33,328      | 바비 래쉴리 vs. 브록 레스너 vs. 세스 롤린스 vs. 오스틴 시어리 vs. 리들 vs. AJ 스타일스 (WWE 챔피언십, 일리미네이션 체임버 매치)                                                                            |
| 2023년 2월 18일 | 몬트리올         | 벨 센터                 | 17,271      | 로만 레인즈 vs. 새미 제인 (통합 WWE 유니버셜 챔피언십) |
| 2024년 2월 24일 | 퍼스             | 옵터스 스타디움         | 52,590      | 리아 리플리 vs. 나이아 잭스 (위민스 월드 챔피언십) |
| 2025년 3월 1일  | 토론토           | 로저스 센터             | 38,493      | 존 시나 vs. CM 펑크 vs. 드류 맥킨타이어 vs. 로건 폴 vs. 데미안 프리스트 vs. 세스 롤린스 (통합 WWE 챔피언십 도전자 결정전 (레슬마니아 41에서 타이틀전 치름), 일리미네이션 체임버 매치)                      |